# 维多利亚 (神话)
维多利亚（英語：Victoria）古罗马神话职司「胜利」的女性神祇之一，對應希臘神話的妮琪。其为古罗马人所崇拜与供奉的众多神祇之一，經常出现于古罗马硬币、珠宝、建筑和其他艺术作品，具有重要影响与积极意义。